# Yorima angelica
Yorima angelica là một loài nhện trong họ Dictynidae.
Loài này thuộc chi Yorima. Yorima angelica được miêu tả năm 1956 bởi Roth.